# Rumæniens landdistriktsreform
Rumæniens landdistriktsreform eller det Rumænske program for systematisering af landdistrikterne var et reformprogram, som blev gennemført af Nicolae Ceaușescus Rumænien primært i slutningen af 1980'erne. De juridiske rammer for dette program blev etableret allerede i 1974, men det begyndte først for alvor i marts 1988, efter at de rumænske myndigheder gav afkald på status som Mest begunstigede nation (WTO) og den amerikanske menneskerettighedskontrol, der fulgte med den. Det erklærede mål med dette program var at eliminere forskellene mellem byer og landdistrikter ved administrativt at nedlægge halvdelen af Rumæniens 13.000 landsbyer og flytte deres indbyggere til hundredvis af nye "agroindustrielle centre" inden 2000. Programmet blev kendt i Europa med protester fra flere lande – primært Ungarn – samt et belgisk-ledet initiativ for at redde de rumænske landsbyer ved at "adoptere" dem. Inden for et år, den 18. april 1989, stod det første parti af 23 nye agroindustrielle byer færdigt. Kun én ny by blev skabt mellem 1974 og 1988, da Ceaușescu fokuserede sin opmærksomhed på andre projekter. Skønt afbrudt af den rumænske revolution i december 1989, blev mindst tre yderligere landdistrikter i en fremskreden systematiseringstilstand i sidste ende også omdannet til byer.

## Byer oprettet under Systematisering
Programmet blev forsinket, med kun 24 nye byer erklæret i 1989 ud af de 100 forventede i 1990. Disse 24 agroindustrielle byer er anført nedenfor:  
- Transsylvanien
  - Biho (distrikt)
    - Valea lui Mihai - Selvom landbruget forblev dominerende, blev der udviklet småindustrier. Der blev bygget omkring 30 boligblokke i centrum. [4]

  - Hunedoara (distrikt)
    - Aninoasa - Et minecenter i den øvre Jiu Valley . [4]

  - Maramureș (distrikt)
    - Seini - Hovederhverv: landbrug, dyreavl og frugtavl. [5]

  - Mureș (distrikt)
    - Iernut

  - Sibiu (distrikt)
    - Avrig - The Mechanical Works at Mârșa (Mecanica Mârșa) var det vigtigste industrianlæg i området. [4]
    - Tălmaciu - Flere træfabrikker og en tekstilfabrik. Der blev bygget blokke på i alt 480 lejligheder. [5]
- Valakiet
  - Argeș (distrikt)
    - Colibași - Placering af Automobile Dacia, Rumæniens første bilfabrikant. To nationale forskningsinstitutter - for bilteknik og nuklear teknologi - var også placeret der. [6]

  - Brăila (distrikt)
    - Ianca - En model for agroindustrielle byer i flade områder. [7]
    - Însurăței - Der blev bygget blokke på i alt 330 lejligheder, hvoraf 200 var placeret i centrum.  [7]

  - Buzau (distrikt)
    - Nehoiu - En model for agroindustrielle byer i bjergområder. [5]
    - Pogoanele - Blokke på i alt 200 lejligheder blev bygget i centrum.  [5]

  - Călărași (distrikt)
    - Budești
    - Lehliu Gară - Dets vigtigste industrianlæg var et datterselskab af en tøjfabrik baseret i Bukarest.  [7]
    - Fundulea - Tre vigtige landbrugsforskningsinstitutter var baseret der, de fleste af deres ansatte pendlede fra Bukarest.  [7]

  - Giurgiu (distrikt)
    - Bolintin-Vale - En satellit i Bukarest. [5]
    - Mihăilești - Det meste af den tidligere landsby raseret og genopbygget for at gøre plads til Donau-Bukarest-kanalen . Besøgt af Ceaușescu flere gange.  [5] Der blev bygget blokke på i alt 3.500 lejligheder. [8]

  - Gorj (distrikt)
    - Bumbești-Jiu
    - Rovinari - Allerede en by pr. 9. december 1981. [9]

  - Olt (distrikt)
    - Piatra Olt
    - Scornicești - Byen med den mest imponerende rekord af medaljer, udmærkelser og titler i det socialistiske Rumænien, herunder "Helten fra den nye agrariske revolution". Den nye by havde en fabrik, der fremstillede autoreservedele, en tøjfabrik, et bryggeri, et mejeri og en fjerkræfarm. [10]

- Dobruja
  - Constanța (distrikt)
    - Basarabi - En indre havn for Donau-Sortehavskanalen . Der var også to store vingårde.  [4]
    - Negru Vodă - Der blev bygget blokke med i alt 341 lejligheder. [5]
    - Ovidiu

- Moldavien
  - Bacău (distrikt)
    - Dărmănești